# Филип и Олга, књишки мољци (стрип)
„Филип и Олга, књишки мољци“ су српски стрипски серијал сценаристе Зорана Пеневског и цртача Душана Павлића. Хумористички стрип прати догодовштине брачног пара мољаца, са многим референцама на светску књижевност. 
Серијал је започео као веб-стрип на „Фејсбуку“ 2010, а као колорни албум је објављен у септембру 2012, у издању београдске куће „Систем Комикс“.

## Стрипографија
- Павлић, Душан и Зоран Пеневски. Филип и Олга, књишки мољци, 56 страна, 68 епизода у боји. „Систем Комикс“, Београд, 2012. Гостујући уметници у албуму: Ивица Стевановић, Боб Живковић, Андреј Војковић, Тихомир Челановић и Марко Сомборац.

## Награде и признања
- Награда издавачке куће „Систем Комикс“ на 9. Међународном салону стрипа у Београду, 2011.[2]